# Adriano Rodoni

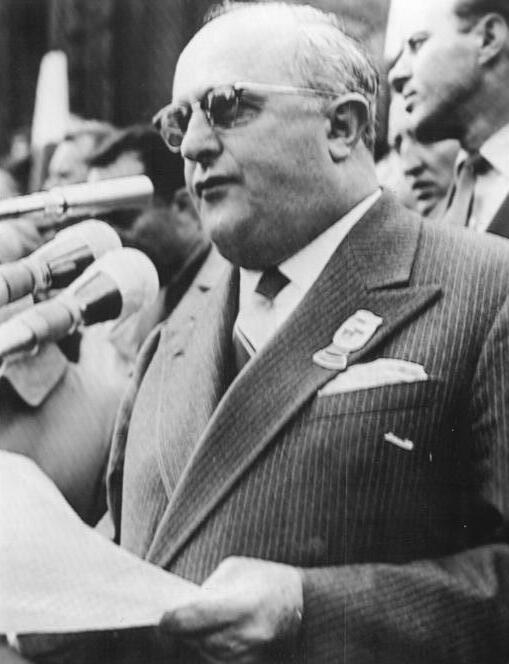
Adriano Rodoni beim Start der Internationalen Friedensfahrt 1960 in Prag

Adriano Rodoni (* 1898 in Mailand; † Januar 1985) war ein italienischer Radsportfunktionär und von 1958 bis 1981 Präsident des Weltradsportverbandes Union Cycliste Internationale.
1939 war Adriano Rodoni an der Organisation der in Varese geplanten UCI-Straßen-Weltmeisterschaften beteiligt, die allerdings wegen des Ausbruchs des Zweiten Weltkriegs nicht zur Austragung kamen. Von 1940 an war Adriano Rodoni zunächst mit Unterbrechungen Präsident der Federazione Ciclistica Italiana (FCI), dann von 1958 bis 1981. Auch war er Vize-Präsident des Nationalen Olympischen Komitees von Italien (CONI).
1960 wurde Rodoni anlässlich der Radweltmeisterschaften in der DDR mit dem Vaterländischen Verdienstorden ausgezeichnet. Die Zeitung Radsport zeigte sich angesichts dieser Ehrung skeptisch, sei doch Rodoni bekanntermaßen ein Anhänger von Mussolini gewesen. Anlässlich seiner Wahl zum UCI-Präsidenten sei von italienischen Zeitungen ein Foto veröffentlicht worden, auf dem Rodoni im Schwarzhemd der italienischen Faschisten zu sehen gewesen sei.
1964 errang der italienische Radsportler Giovanni Pettenella bei den Olympischen Sommerspielen 1964 in Tokio die Goldmedaille im Sprint sowie im Zeitfahren über 1000 Meter die Silbermedaille. Nach dem Rennen wurde von der Jury ein Dopingtest angeordnet, der allerdings von Rodoni verhindert wurde.
Das frühere italienische Etappenrennen Settimana Ciclistica Lombarda trug 2013 zu seinen Ehren den Zusatz Memorial Adriano Rodoni.